# Romuald Huszcza
Romuald Huszcza (ur. 27 lipca 1950 w Białymstoku) – polski językoznawca, japonista, polonista i koreanista, zajmujący się także językoznawstwem ogólnym, profesor nauk humanistycznych (2015), emerytowany profesor Uniwersytetu Warszawskiego i Uniwersytetu Jagiellońskiego.

## Życiorys
Ukończył studia polonistyczne (1973) i japonistyczne (1975) na Uniwersytecie Warszawskim, gdzie pracował na Wydziale Polonistyki oraz Wydziale Orientalistycznym od 1978 do 2020. Doktoryzował się na Wydziale Polonistyki UW (1981) i habilitował tamże (1997, temat pracy: Honoryfikatywność. Gramatyka – pragmatyka – typologia) na swojej macierzystej uczelni w dziedzinie językoznawstwa ogólnego i wschodnioazjatyckiego. 
Jest współautorem Gramatyki japońskiej (tomy I–II, WUJ 2003) oraz monografii Gramatykalizacje japońszczyzny (UW 2012). Od 1988 do 1999 pracował również na Uniwersytecie im. Adama Mickiewicza w Poznaniu, a od 2000 do 2021 na Uniwersytecie Jagiellońskim w Krakowie, wykładając przedmioty japonistyczne i koreanistyczne. Wielokrotnie przebywał na uczelniach japońskich, prowadząc badania naukowe i zajęcia dydaktyczne, m.in. w latach 1998–1999 na Uniwersytecie Tokijskim w Katedrze Językoznawstwa jako wizytujący pracownik badawczy – stypendysta Japan Foundation (Kokusai Kōryū Kikin).
Jego badania obejmują zagadnienia m.in. z semantyki i pragmatyki języka japońskiego i koreańskiego oraz wielosystemowości w językach wschodnioazjatyckich. Jest autorem i współautorem ponad 80 publikacji z tego zakresu.
Członek Komisji Standaryzacji Nazw Geograficznych poza Granicami Rzeczypospolitej Polskiej (KSNG), Komitetu Językoznawstwa PAN, Towarzystwa Naukowego Warszawskiego, Polskiego Towarzystwa Orientalistycznego. Prezes Polskiego Stowarzyszenie Badań Japonistycznych.
W 2009 za wybitne zasługi dla niepodległości Rzeczypospolitej Polskiej, za działalność na rzecz przemian demokratycznych, za osiągnięcia w podejmowanej z pożytkiem dla kraju pracy zawodowej i działalności społecznej został odznaczony Krzyżem Kawalerskim Orderu Odrodzenia Polski. W 2012 za wybitne zasługi w dziedzinie japonistyki został odznaczony Orderem Wschodzącego Słońca klasy Złote Promienie ze Wstęgą.